# Volo American Airlines 514
Il volo American Airlines 514 era un volo di addestramento partito dall'aeroporto internazionale di Idlewild all'aeroporto della Grumman Aircraft Corp.. Nel pomeriggio del 15 agosto 1959, il Boeing 707 che stava effettuando il volo si schiantò nei pressi dell'aeroporto di Calverton, uccidendo tutti e cinque i membri dell'equipaggio a bordo. Questo fu il primo incidente coinvolgente un 707, entrato in servizio solo nell'ottobre dell'anno precedente.

## L'aereo
L'aereo era un Boeing 707-123 registrato come N7514A, soprannominato "Flagship Connecticut". Il primo volo dell'aereo in questione era avvenuto all'inizio dell'anno e, al momento dell'incidente, aveva accumulato 736 ore di volo totali. I 707 erano entrati in servizio con la American il 25 gennaio 1959, con voli da New York a Los Angeles.
L'aeroporto di Calverton è stato utilizzato frequentemente dall'American Airlines per scopi di addestramento per i membri dell'equipaggio su 707, ed era conosciuto allora come il campo di volo della Grumman Aircraft Corp.

## L'equipaggio
A bordo dell'aereo c'erano cinque persone. Il capitano Harry C. Job fungeva da istruttore per il volo, con i capitani Fred W. Jeberjahn e William T. Swain a bordo come apprendisti capitani, e l'ingegnere di volo Arthur Anderson istruiva l'ingegnere di volo tirocinante Allen Freeman. Quando il 707 partì da Idlewild, Jeberjahn sedeva al posto del comandante, Job occupava il posto del primo ufficiale, Swain era nel posto del secondo ufficiale, Freeman occupava il posto del tecnico di volo e Anderson occupava il sedile ausiliario.

## L'incidente

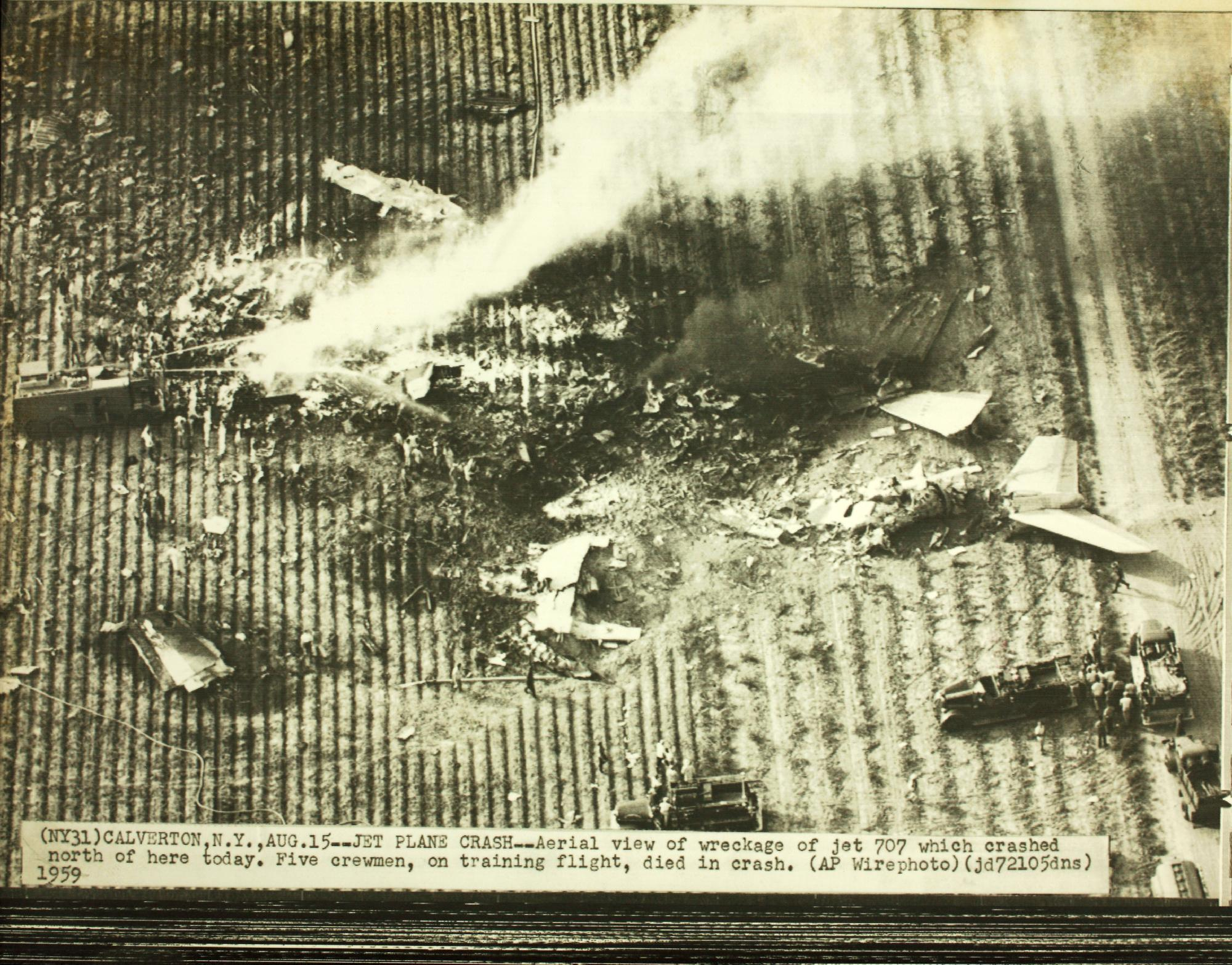
I resti ancora fumanti del volo 514.

Il 707 partì da Idlewild alle 13:40 e salì di quota dopo il decollo per consentire un consumo di carburante sufficiente per l'addestramento di transizione aeroportuale pianificato a Calverton, arrivo previsto intorno alle 15:11. Il volo 514 effettuò diverse manovre, tra cui atterraggi completi, atterraggi e decolli con vento al traverso, un avvicinamento con slittamento elevato, atterraggi simulati col motore fuori uso e l'annullamento di un atterraggio senza flap. L'aereo non ritrasse il carrello d'atterraggio dopo l'ultimo avvicinamento interrotto sulla pista 23, continuando a volare ad un'altitudine stimata tra 1.000 e 1.100 piedi. L'equipaggio richiese l'autorizzazione per atterrare sulla pista 23, ricevendola e venendo informati che il vento soffiava da 230 gradi a 10 e 15 nodi. Mentre si avvicinava alla linea centrale estesa della pista, intorno alle 16:42, iniziò una virata che raggiunse circa i 45 gradi di inclinazione. Si è poi osservato che l'aereo riprese immediatamente il volo livellato e iniziò una virata a destra che diventava progressivamente più ripida. Il rollio a destra continuò fino a quando l'aereo non si capovolse, momento in cui il muso si abbassò e si osservò un'imbardata a sinistra. Il 707 poi continuò a rollare verso destra in una configurazione con il muso in basso. Poco prima dell'impatto, le ali si livellarono un'ultima volta. L'indagine rivelò che l'aereo colpì il suolo in un assetto a livello delle ali, in una condizione di quasi stallo con un'imbardata a sinistra di circa 12 gradi e una potenza considerevole e quasi simmetrica. L'aereo si schiantò in un campo di patate, prendendo fuoco e uccidendo tutti e cinque i piloti. L'incidente avvenne a poche miglia dai Brookhaven National Laboratories, un sito di importanti attività nucleari segrete.
Il fuoco continuò a bruciare per oltre un'ora dopo lo schianto, ostacolando le squadre di emergenza nei loro sforzi per rimuovere i corpi dell'equipaggio. L'Aeronautica inviò sul posto diversi mezzi antincendio. Alla fine si era radunata una grande folla sul luogo dell'incidente mentre la voce si diffondeva nei notiziari radiofonici e televisivi e la gente guidava dai resort e dalle città della zona per vedere il relitto.
L'incidente si collegò ad una serie di emergenze su altri 707, nessuna delle quali mortali, che coinvolsero dei voli passeggeri, il primo avvenuto il 3 febbraio 1959, quando un Lockheed Electra dell'American, volo 320, si schiantò a New York, seguito da un 707 della Pan Am che si tuffò di muso sull'Atlantico ma atterrando sano e salvo a Gander. All'incidente con il volo Pan Am seguirono quattro guasti al carrello di atterraggio su jet operati sempre da Pan Am e American Airlines.

## La causa
La probabile causa suggerita era che "l'equipaggio non è riuscito a riconoscere e correggere lo sviluppo di un'eccessiva imbardata che ha causato una manovra di rollio involontaria ad un'altitudine troppo bassa per consentire il completo recupero". In seguito all'incidente, la Federal Aviation Agency (FAA) tolse dai voli d'addestramento il requisito che gli aeromobili Boeing 707 effettuassero atterraggi effettivi con guasto simulato al 50 percento delle unità di potenza concentrate su un lato dell'aeromobile, dalle abilitazioni di tipo e dai controlli di professionalità. Queste manovre possono ora essere simulate ad un'altitudine maggiore appropriata. Il 5 febbraio 1960, la Boeing diffuse un bollettino di servizio per una migliore modifica del timone che aggiungeva potenza di spinta alle più ampie gamme di movimento direzionale e offrire una maggiore capacità di controllo a basse velocità e peso lordo minimo. Questa modifica sostituisce anche il timone originale con una versione migliorata.

## Conseguenze
Lo schianto del volo 514 fu riconsiderato quando, nel gennaio 1961, un altro 707 dell'American Airlines effettuante un volo di addestramento si schiantò al largo di Montauk Point a New York. Fu preso in considerazione il fatto che al momento di entrambi gli incidenti, gli equipaggi si stessero esercitando sulle procedure di spegnimento del motore. Come risultato di questa speculazione, la FAA rimosse l'obbligo per tutti gli equipaggi di volo dei 707 di praticare degli atterraggi con due motori guasti sulla stessa ala.